# Bitwa na Krwawym Polu
Bitwa na Krwawym Polu (łac. Ager Sanguinis, znana także jako bitwa pod Sarmadą) – bitwa pomiędzy siłami Księstwa Antiochi a Artukidami z Aleppo w 1119 roku, na równinie Sarmada.

## Działania obu stron przed bitwą
Od czasu zwycięstwa Rogera z Antiochii w bitwie pod Sarminem, Aleppo było zbyt słabe, by stawiać dłużej czoła frankijskim agresorom. W tej sytuacji oddało się pod protektorat Ilghaziego I Artukidy. Nowy władca początkowo starał się unikać waśni z sąsiadem, woląc się skupić na zmaganiach z seldżuckimi sułtanami na wschodzie, ale zdobycie przez Rogera twierdzy Buza’a w 1119 roku wyczerpało cierpliwość Ilghaziego. Wiosną tego roku objechał swoje posiadłości, werbując oddziały Turkmenów i pozyskując pomoc Kurdów z północy oraz plemion arabskich z Pustyni Syryjskiej. Jego sprzymierzeniec Tughtakin z Damaszku przysłał mu swoje oddziały, a Munkizydzi z Szajzaru zobowiązali się nękać Rogera atakami na południową granicę jego księstw.
Ilghazi wyruszył wraz z końcem maja, prowadząc ze sobą armię, która liczyła ponoć aż 40 000 żołnierzy. Roger przyjął spokojnie wiadomość o wymarszu wroga. Był pewny siebie i chciał załatwić całą sprawę sam, jednak łaciński patriarcha Antiochii Bernard z Walencji wymógł na nim zwrócenie się o pomoc do króla Baldwina i Ponsa z Trypolisu. Baldwin odpowiedział, że postara się przybyć jak najszybciej, prowadząc ze sobą oddziały jerozolimskie i trypolitańskie. Zalecał też, by do czasu przybycia posiłków Roger ograniczył się do defensywy.
Kiedy Munkizydzi najechali Apameę, jak to było wcześniej ustalone, Ilghazi wysłał jednostki turkmeńskie na południowy zachód, rozkazując im połączenie się z oddziałami szajzarskimi i wojskiem z Damaszku. Tymczasem główna armia, którą Ilghazi dowodził osobiście, wkroczyła na terytorium Hrabstwa Edessy. Nie podjęła jednak żadnej akcji przeciwko samej Edessie, gdyż miasto było zbyt dobrze bronione. W połowie czerwca przeprawiła się przez Eufrat w okolicy Balisu i rozłożyła obóz w Kinnasrinie, około 25 km na południe od Aleppo, gdzie miała czekać na wsparcie od Tughtakina. W tym samym czasie Roger postanowił nie czekać dłużej na przybycie Baldwina i, mimo ostrzeżeń patriarchy Bernarda, niepomny na bolesne doświadczenia innych baronów łacińskich w przeszłości, postanowił od razu zmierzyć się z Ilghazim. 20 czerwca 1119 wyprowadził całą armię antiocheńską, w sile 700 rycerzy i około 4000 pieszych, i rozbił obóz na wprost małego fortu Tall Akibrin na wschodnim skraju równiny Sarmada. Specjalnie wybrał miejsce, gdzie silnie pofałdowany teren stwarzał dogodne warunki do obrony. Pomimo kolosalnej przewagi liczebnej nieprzyjaciela Roger ufał, że zdoła wytrwać aż do przybycia Baldwina.
Przebywający w Kinnasrinie Ilghazi posiadał pełne informacje o ruchach Rogera od swoich licznych szpiegów, którzy spenetrowali obóz łaciński i donieśli mu o niewielkiej liczebności sił antiocheńskich. Mimo tak korzystnych warunków Ilghazi wciąż zwlekał z atakiem, ale ostatecznie 27 czerwca pod naciskiem Tughtakina i emirów turkmeńskich wysłał część swoich wojsk do szturmu na pobliski zamek Al-Asarib, by zająć tam dogodną pozycję do dalszej ofensywy.

## Przebieg bitwy
W noc przed bitwą, Roger czekał na informacje o posunięciach nieprzyjaciela, a jego wojownicy byli niespokojni. O świcie 28 czerwca zwiadowcy donieśli księciu, że muzułmanie otoczyli obóz ze wszystkich stron. Sytuacja była dla łacinników wyjątkowo niekorzystna, do tego z południa wiał ostry chamsin, a w obozie pozostało już niewiele prowiantu i wody. Roger, który pożałował swojej wcześniejszej decyzji o wymarszu z Antiochii, doszedł do wniosku, że jedynym wyjściem jest przebicie się przez pierścień oddziałów wroga. Jego wojsku towarzyszył biskup Apamei Piotr. Zwołał wojowników, wygłosił do nich kazanie, a następnie wszystkich wyspowiadał, w tym także samego Rogera. Przed atakiem na pozycje nieprzyjaciela książę wysłał oddział zwiadowczy, który wpadł w zasadzkę. Do obozu wróciła zaledwie garstka ludzi, którzy donieśli mu, że przebicie się przez linie nieprzyjaciela jest niemożliwe. Mimo to, nie mając innego wyjścia, gdyż zapasy wody i żywności z każdą chwilą malały, wojsko łacinników, wcześniej pobłogosławione przez biskupa, uderzyło na wroga.
Od samego początku sytuacja była beznadziejna. Oddziały antiocheńskie nie miały najmniejszej szansy na przebicie się przez zastępy turkmeńskich jeźdźców i konnych łuczników, którzy górowali nad nimi liczebnością. Zwykła piechota, złożona z Syryjczyków i Ormian, wpadła w panikę. Nie mając jednak gdzie uciekać, stłoczyła się między szeregami konnicy, utrudniając rycerzom swobodę ruchów. Niespodziewanie wiatr zmienił kierunek na północny i począł smagać twarze łacinników tumanami pyłu. Korzystając z siły oraz impetu szarży, setce rycerzy udało się przedrzeć przez oddziały wroga i dołączyć do Roberta z Vieux-Ponts, który zbyt późno powrócił z Al-Asaribu, aby wziąć udział w batalii. Wspólnie uciekli do Antiochii. Później wymknął się z pola bitwy jeszcze Renald Mazoir z kilkoma rycerzami, którzy dotarli do pobliskiego miasteczka położonego na równinie. Spośród wojsk antiocheńskich nikt więc nie uszedł z życiem. Roger zginął w otoczeniu swoich rycerzy, którzy w końcowym etapie bitwy skupili się wokół niego. Walki ustały dopiero w południe. Miejsce bitwy łacinnicy nazwali Ager Sanguinis, czyli Krwawym Polem.

## Skutki bitwy i późniejsze wydarzenia
Zwycięstwo Ilghaziego wsławiło go w świecie islamu, jako pierwszego wodza od długiego czasu, który zadał łacinnikom tak poważną klęskę. Natychmiast po rozdzieleniu łupów między swoich żołnierzy opuścił pobojowisko i udał się w pościg za uciekinierami. Zdołał dopaść Renalda Mazoir, lecz tak zaimponował on Ilghaziemu swoją dumną postawą, że ten darował mu życie. Niemniej jednak pozostałych rycerzy Turcy zabili na miejscu. Pojmanych w bitwie jeńców zaprowadzono do Aleppo, gdzie zostali zamęczeni na śmierć na ulicach miasta. Chrześcijanie zamieszkujący ziemie w pobliżu Sarmady zostali pozabijani przez Turkmenów.
Gdy tylko wieści o klęsce dotarły do Antiochii, wszyscy spodziewali się natychmiastowego szturmu na pozbawione obrońców miasto. W tej sytuacji dowództwo przejął patriarcha Bernard. Odebrał broń wszystkim autochtonicznym chrześcijanom, obawiając się, że spróbują siłą przejąć miasto z rąk nielubianych łacinników. Następnie uzbroił duchowieństwo i kupców, i obsadził nimi mury. Posłał gońca do króla z prośbą o jak najszybsze przybycie.
Ilghazi nie wykorzystał swojego zwycięstwa. Pomimo że miał możliwość wzięcia szturmem niemal bezbronnej Antiochii, zadowolił się zdobyciem twierdzy Artach, po czym powrócił do Aleppo, by świętować swoje zwycięstwo. Rozesłał pismo do wszystkich monarchów muzułmańskich z zawiadomieniem o triumfie. Kalif posłał mu w nagrodę szatę honorową i przyznał mu tytuł Nadżim ad-Din (Gwiazdy Wiary). Oddziały turkmeńskie wyruszyły z rozkazem złupienia przedmieść Antiochii i zdobycia portu Saint-Siméon, ale powróciły z meldunkiem, że miasto jest obsadzone silną załogą. Ostatecznie Ilghazi, pomimo tak wielkiego zwycięstwa, zaprzepaścił okazję zdobycia Antiochii, co było możliwe, gdyby przystąpił do oblężenia zaraz po bitwie.
Niemniej łacinnicy znaleźli się w sytuacji bardzo poważnej. Ich panowanie w północnej Syrii stało się zagrożone i nigdy już nie udało im się rozciągnąć swoich wpływów w takim stopniu, jak to miało miejsce przed bitwą na Krwawym Polu. W dalszej kolejności uczyniło ich to bardziej podatnymi na wpływy bizantyjskie. Sześć lat później w bitwie pod Azaz udało im się zemścić na muzułmanach oraz odzyskać część wpływów w Syrii.